# Пистойезе
«Пистойезе» (итал. Unione Sportiva Pistoiese 1921 s.r.l.) — итальянский футбольный клуб города Пистоя, выступающий в Серии C, третьем по силе дивизионе чемпионата Италии.

## История
Клуб основан в 1921 году, несколько раз в своей истории подвергался реорганизации, в 1937, 1945, 1988 и 2009 годах. Домашние матчи проводит на арене «Марселло Мелани», вмещающем 13 195 зрителей. «Пистойезе» один раз в своей истории играла в Серии А, в сезоне 1980/81, и заняла последнее 16-е место, тем самым вылетев в Серию Б. Во втором по силе дивизионе Италии клуб провёл в общей сложности 23 сезона, в третьем 30 сезонов, в четвёртом 21 сезон, и в пятом 3 сезона. Несмотря на то, что «Пистойезе» никогда не являлся сильным клубом, в нём поиграл целый ряд сильных футболистов.

## Известные игроки
- Адриан Мадаски — 5 игр за сборную Австралии
- Златан Муслимович — 30 игр за сборную Боснии и Герцеговины
- Бисмарк Экай — 1 игра за сборную Ганы
- Массимилиано Аллегри — впоследствии известный тренер
- Луиджи Аполлони — 15 игр за сборную Италии, вице-чемпион мира
- Андреа Бардзальи — 45 игр за сборную Италии, чемпион мира
- Мауро Беллуджи — 32 игры за сборную Италии
- Лидо Вьери — 4 игры за сборную Италии, вице-чемпион мира, чемпион Европы
- Кристиано Дони — 7 игр за сборную Италии
- Джузеппе Доссена — 38 игр за сборную Италии
- Джан Пьеро Гасперини — впоследствии известный тренер
- Франческо Гвидолин — впоследствии известный тренер
- Никола Легротталье — 16 игр за сборную Италии
- Федерико Мунерати — 4 игры за сборную Италии
- Марчелло Липпи — чемпион мира
- Марио Пицциоло — 12 игр за сборную Италии, чемпион мира
- Зак Мускат — 27 игр за сборную Мальты.

## Известные тренеры
- Марчелло Липпи — чемпион мира
- Вальтер Маццарри
- Морено Торричелли — 10 игр за сборную Италии